# Gran Premio de China de Motociclismo de 2007
El Gran Premio de China de Motociclismo de 2007 fue la cuarta prueba del Campeonato del Mundo de Motociclismo de 2007. Tuvo lugar en el fin de semana del 4 al 6 de mayo de 2007 en el Circuito Internacional de Shanghái, situado en la ciudad de Shanghái, China. La carrera de MotoGP fue ganada por Casey Stoner, seguido de Valentino Rossi y John Hopkins. Jorge Lorenzo ganó la prueba de 250cc, por delante de Álvaro Bautista y Andrea Dovizioso. La carrera de 125cc fue ganada por Lukáš Pešek, Héctor Faubel fue segundo y Esteve Rabat tercero.

## Resultados MotoGP
| Pos.            | N.º | Piloto             | Constructor | Vueltas | Tiempo/Retirado | Grilla | Puntos |
| --------------- | --- | ------------------ | ----------- | ------- | --------------- | ------ | ------ |
| 1               | 27  | Casey Stoner       | Ducati      | 22      | 44:12.891       | 4      | 25     |
| 2               | 46  | Valentino Rossi    | Yamaha      | 22      | +3.036          | 1      | 20     |
| 3               | 21  | John Hopkins       | Suzuki      | 22      | +6.663          | 2      | 16     |
| 4               | 26  | Dani Pedrosa       | Honda       | 22      | +14.090         | 5      | 13     |
| 5               | 33  | Marco Melandri     | Honda       | 22      | +17.276         | 6      | 11     |
| 6               | 65  | Loris Capirossi    | Ducati      | 22      | +26.256         | 14     | 10     |
| 7               | 71  | Chris Vermeulen    | Suzuki      | 22      | +26.591         | 15     | 9      |
| 8               | 14  | Randy de Puniet    | Kawasaki    | 22      | +27.025         | 7      | 8      |
| 9               | 66  | Alex Hofmann       | Ducati      | 22      | +28.108         | 11     | 7      |
| 10              | 7   | Carlos Checa       | Honda       | 22      | +32.957         | 13     | 6      |
| 11              | 5   | Colin Edwards      | Yamaha      | 22      | +35.053         | 3      | 5      |
| 12              | 1   | Nicky Hayden       | Honda       | 22      | +37.327         | 9      | 4      |
| 13              | 50  | Sylvain Guintoli   | Yamaha      | 22      | +50.705         | 17     | 3      |
| 14              | 4   | Alex Barros        | Ducati      | 22      | +55.264         | 8      | 2      |
| 15              | 10  | Kenny Roberts, Jr. | KR212V      | 22      | +57.736         | 16     | 1      |
| Ret             | 56  | Shinya Nakano      | Honda       | 3       | Accident        | 10     |        |
| Ret             | 6   | Makoto Tamada      | Yamaha      | 3       | Accident        | 18     |        |
| Ret             | 24  | Toni Elías         | Honda       | 0       | Accident        | 12     |        |
| WD              | 19  | Olivier Jacque     | Kawasaki    |         | Withdrew        |        |        |
| Reporte Oficial |     |                    |             |         |                 |        |        |

## Resultados 250cc
| Pos.            | N.º | Piloto              | Constructor | Vueltas | Tiempo/Retirado | Grilla | Puntos |
| --------------- | --- | ------------------- | ----------- | ------- | --------------- | ------ | ------ |
| 1               | 1   | Jorge Lorenzo       | Aprilia     | 21      | 44:17.095       | 1      | 25     |
| 2               | 19  | Álvaro Bautista     | Aprilia     | 21      | +3.904          | 6      | 20     |
| 3               | 34  | Andrea Dovizioso    | Honda       | 21      | +5.031          | 5      | 16     |
| 4               | 3   | Alex de Angelis     | Aprilia     | 21      | +6.560          | 8      | 13     |
| 5               | 36  | Mika Kallio         | KTM         | 21      | +10.248         | 3      | 11     |
| 6               | 80  | Héctor Barberá      | Aprilia     | 21      | +10.502         | 2      | 10     |
| 7               | 60  | Julián Simón        | Honda       | 21      | +10.832         | 4      | 9      |
| 8               | 12  | Thomas Lüthi        | Aprilia     | 21      | +30.484         | 7      | 8      |
| 9               | 4   | Hiroshi Aoyama      | KTM         | 21      | +32.895         | 11     | 7      |
| 10              | 32  | Fabrizio Lai        | Aprilia     | 21      | +50.977         | 12     | 6      |
| 11              | 41  | Aleix Espargaró     | Aprilia     | 21      | +51.699         | 15     | 5      |
| 12              | 8   | Ratthapark Wilairot | Honda       | 21      | +53.036         | 16     | 4      |
| 13              | 14  | Anthony West        | Aprilia     | 21      | +1:01.663       | 13     | 3      |
| 14              | 44  | Taro Sekiguchi      | Aprilia     | 21      | +1:14.603       | 22     | 2      |
| 15              | 9   | Arturo Tizón        | Aprilia     | 21      | +1:14.754       | 23     | 1      |
| 16              | 16  | Jules Cluzel        | Aprilia     | 21      | +1:39.890       | 19     |        |
| 17              | 50  | Eugene Laverty      | Honda       | 21      | +1:47.005       | 21     |        |
| 18              | 10  | Imre Tóth           | Aprilia     | 21      | +1:50.516       | 18     |        |
| 19              | 63  | Jin Xiao            | Yamaha      | 20      | +1 lap          | 24     |        |
| Ret             | 58  | Marco Simoncelli    | Gilera      | 13      | Accident        | 10     |        |
| Ret             | 25  | Alex Baldolini      | Aprilia     | 12      | Accident        | 17     |        |
| Ret             | 17  | Karel Abraham       | Aprilia     | 10      | Retirement      | 20     |        |
| Ret             | 73  | Shuhei Aoyama       | Honda       | 8       | Accident        | 9      |        |
| Ret             | 28  | Dirk Heidolf        | Aprilia     | 2       | Retirement      | 14     |        |
| DNS             | 55  | Yuki Takahashi      | Honda       |         | Did not start   |        |        |
| DNS             | 62  | Shi Zhao Huang      | Yamaha      |         | Did not start   |        |        |
| Reporte Oficial |     |                     |             |         |                 |        |        |

## Resultados 125cc
| Pos.            | N.º | Piloto             | Constructor | Vueltas | Tiempo/Retirado | Grilla | Puntos |
| --------------- | --- | ------------------ | ----------- | ------- | --------------- | ------ | ------ |
| 1               | 52  | Lukáš Pešek        | Derbi       | 19      | 42:25.923       | 3      | 25     |
| 2               | 55  | Héctor Faubel      | Aprilia     | 19      | +0.187          | 2      | 20     |
| 3               | 12  | Esteve Rabat       | Honda       | 19      | +0.481          | 12     | 16     |
| 4               | 14  | Gábor Talmácsi     | Aprilia     | 19      | +0.782          | 4      | 13     |
| 5               | 24  | Simone Corsi       | Aprilia     | 19      | +1.140          | 7      | 11     |
| 6               | 33  | Sergio Gadea       | Aprilia     | 19      | +1.191          | 6      | 10     |
| 7               | 60  | Michael Ranseder   | Derbi       | 19      | +2.375          | 9      | 9      |
| 8               | 38  | Bradley Smith      | Honda       | 19      | +2.400          | 5      | 8      |
| 9               | 44  | Pol Espargaró      | Aprilia     | 19      | +2.717          | 18     | 7      |
| 10              | 75  | Mattia Pasini      | Aprilia     | 19      | +3.423          | 1      | 6      |
| 11              | 29  | Andrea Iannone     | Aprilia     | 19      | +8.360          | 15     | 5      |
| 12              | 35  | Raffaele De Rosa   | Aprilia     | 19      | +8.640          | 11     | 4      |
| 13              | 7   | Alexis Masbou      | Honda       | 19      | +12.680         | 22     | 3      |
| 14              | 63  | Mike Di Meglio     | Honda       | 19      | +16.671         | 23     | 2      |
| 15              | 8   | Lorenzo Zanetti    | Aprilia     | 19      | +16.777         | 21     | 1      |
| 16              | 22  | Pablo Nieto        | Aprilia     | 19      | +24.444         | 13     |        |
| 17              | 53  | Simone Grotzkyj    | Aprilia     | 19      | +27.337         | 25     |        |
| 18              | 11  | Sandro Cortese     | Aprilia     | 19      | +32.924         | 10     |        |
| 19              | 6   | Joan Olivé         | Aprilia     | 19      | +35.029         | 14     |        |
| 20              | 20  | Roberto Tamburini  | Aprilia     | 19      | +36.883         | 17     |        |
| 21              | 77  | Dominique Aegerter | Aprilia     | 19      | +46.084         | 28     |        |
| 22              | 37  | Joey Litjens       | Honda       | 19      | +46.456         | 29     |        |
| 23              | 99  | Danny Webb         | Honda       | 19      | +48.131         | 30     |        |
| 24              | 13  | Dino Lombardi      | Honda       | 19      | +1:08.983       | 31     |        |
| 25              | 56  | Hugo van den Berg  | Aprilia     | 19      | +1:09.714       | 32     |        |
| 26              | 95  | Robert Mureșan     | Derbi       | 19      | +1:50.417       | 26     |        |
| 27              | 34  | Randy Krummenacher | KTM         | 18      | +1 lap          | 24     |        |
| Ret             | 71  | Tomoyoshi Koyama   | KTM         | 18      | Retirement      | 8      |        |
| Ret             | 15  | Federico Sandi     | Aprilia     | 9       | Retirement      | 19     |        |
| Ret             | 27  | Stefano Bianco     | Aprilia     | 8       | Retirement      | 20     |        |
| Ret             | 18  | Nicolás Terol      | Derbi       | 1       | Accident        | 16     |        |
| Ret             | 51  | Stevie Bonsey      | KTM         | 1       | Accident        | 27     |        |
| Reporte Oficial |     |                    |             |         |                 |        |        |